# Unione Sportiva Grosseto 1937-1938
Questa pagina raccoglie le informazioni riguardanti l'Unione Sportiva Grosseto nelle competizioni ufficiali della stagione 1937-1938.

## Rosa
| N. |                   | Ruolo | Calciatore        |
| -- | ----------------- | ----- | ----------------- |
|    | Italia (bandiera) | D     | Rosilio Bontadi   |
|    | Italia (bandiera) |       | Fernando Canali   |
|    | Italia (bandiera) |       | Alfredo Capone    |
|    | Italia (bandiera) |       | Mario Capone      |
|    | Italia (bandiera) |       | Raffaello Capponi |
|    | Italia (bandiera) | C     | Luigi Castelli    |
|    | Italia (bandiera) |       | Bino Conti        |
|    | Italia (bandiera) |       | Dario Dari        |

| N. |                   | Ruolo | Calciatore        |
| -- | ----------------- | ----- | ----------------- |
|    | Italia (bandiera) |       | Vasco Donadoni    |
|    | Italia (bandiera) |       | Riccardo Gabbiati |
|    | Italia (bandiera) | C     | Loris Lottini     |
|    | Italia (bandiera) | C     | Luigi Martelli    |
|    | Italia (bandiera) |       | Marino Monaci     |
|    | Italia (bandiera) | C     | Lido Nelli        |
|    | Italia (bandiera) | A     | Guido Querci      |
|    | Italia (bandiera) |       | Armando Riccucci  |

## Risultati

### Serie C

#### Girone D

##### Girone di andata
| Grosseto 26 settembre 1937 1ª giornata | Grosseto | 3 – 0 | Empolese |  |

| Grosseto 3 ottobre 1937 2ª giornata | Grosseto | 3 – 0 | Viareggio |  |

| Grosseto 10 ottobre 1937 3ª giornata | Grosseto | 3 – 0 | Jesi |  |

| Arbitro: | Mariotti (Roma) |

|                             |           |  |
| Panpaloni 59’ Pasquinucci ? | Marcatori |  |

| Arbitro: | Biancone (Roma) |

|  |           |            |
|  | Marcatori | 24’ Chiesa |

| Arbitro: | Capitanio (Venezia) |

|                                      |           |  |
| Capra 36’ Ballardini 51’ Cortesi 65’ | Marcatori |  |

| Arbitro: | Malingher (Roma) |

|             |           |         |
| Lottini 75’ | Marcatori | Ugolini |

| Arbitro: | Fioretti (Roma) |

|                                            |           |             |
| Spagnoli 10’, 73’ Luchetti 18’ Moretti 66’ | Marcatori | 50’ Bontadi |

| Grosseto 28 novembre 1937 9ª giornata | Grosseto | 2 – 0 | Macerata |  |

| Arbitro: | Jannacci (Napoli) |

|                        |           |               |
| Castelli 59’ Nelli 63’ | Marcatori | 3’ Nannipieri |

| Arbitro: | Cristantiello (Bari) |

|                                  |           |            |
| Dalle Vacche 1’ Roversi 45’, 74’ | Marcatori | 32’ Querci |

| Arbitro: | Naibo (Roma) |

|                                     |           |  |
| Castelli 60’ Donadoni 68’ Nelli 70’ | Marcatori |  |

| Arbitro: | Senesi (Roma) |

|                                                      |           |              |
| Nesti 3’ Benedetti 10’, 13’, 88’ Gabbiati 53’ (aut.) | Marcatori | 12’ Castelli |

| Forlimpopoli 16 gennaio 1938 14ª giornata | Forlimpopoli | 3 – 0 | Grosseto |  |

| Arbitro: | Di Nanni (Napoli) |

|                                   |           |                         |
| Capone 19’ Querci 64’ Bontadi 82’ | Marcatori | ?’ (rig.) Bedosti 42’ ? |

##### Girone di ritorno
| Empoli 30 gennaio 1938 16ª giornata | Italo Gambacciani | 1 – 0 referto | Grosseto |  |

| Viareggio 6 febbraio 1938 17ª giornata | Viareggio | 1 – 1 referto | Grosseto |  |

| Jesi 13 febbraio 1938 18ª giornata | Jesi | 0 – 0 referto | Grosseto |  |

| Grosseto 20 febbraio 1938 19ª giornata | Grosseto | 1 – 0 referto | Pontedera |  |

| Siena 27 febbraio 1938 20ª giornata | Siena | 4 – 0 referto | Grosseto |  |

| Grosseto 6 marzo 1938 21ª giornata | Grosseto | 1 – 0 referto | Ravenna |  |

| Rimini 13 marzo 1938 22ª giornata | Libertas Rimini | 0 – 0 referto | Grosseto |  |

| Grosseto 20 marzo 1938 23ª giornata | Grosseto | 1 – 1 referto | SAFFA Fucecchio |  |

| Macerata 27 marzo 1938 24ª giornata | Macerata | 2 – 0 referto | Grosseto |  |

| Piombino 3 aprile 1938 25ª giornata | Sempre Avanti | 0 – 0 referto | Grosseto |  |

| Grosseto 10 aprile 1938 26ª giornata | Grosseto | 3 – 1 referto | Baracca Lugo |  |

| Prato 17 aprile 1938 27ª giornata | Prato | 3 – 0 referto | Grosseto |  |

| Grosseto 24 aprile 1938 28ª giornata | Grosseto | 2 – 1 referto | Le Signe |  |

| Grosseto 1 maggio 1938 29ª giornata | Grosseto | 3 – 1 | Forlimpopoli |  |

| Fano 8 maggio 1938 30ª giornata | Fano | 1 – 2 | Grosseto |  |